# Детройтський інститут мистецтв
Детройтський інститут мистецтв (англ. Detroit Institute of Arts; скор. DIA) — міський художній музей Детройта. У музеї зберігається понад 65 тисяч витворів мистецтва, що охоплюють усю історію мистецтва, від давньоєгипетського до сучасного.
Музейний комплекс, розташований поруч із Університетом Уейна, займає площу 61 100 м², що робить його шостим за величиною художнім музеєм у США. Це одна з головних пам'яток історичного центру Детройта, внесена в Національний реєстр історичних місць США.
У 2013 році музей прийняв 594 267 відвідувачів (102-е місце у світі). Тут проводяться великі художні виставки, а також є кінотеатр на 1 150 місць, який спроєктував архітектор Говард Крейн (англ. Howard Crane). При музеї працює художній магазин.

## Історія
У витоків музею стояв Джеймс Скріпс (1835—1906), засновник газети The Detroit News. Повернувшись з туру по Європі в 1881 році, Скріпс переконав багатьох заможних детройтців пожертвувати на користь міста картини, що прикрашали їхні особняки. Для розміщення експозиції до 1888 року був побудований Детройтський музей мистецтв (англ. Detroit Museum of Arts), стилізований під французьке середньовіччя. 1919 року музей змінив свою назву на нинішню.
Основними благодійниками музею упродовж усієї його історії були детройтські автомагнати Доджі і Форди, зокрема Едсель Форд. Племінник його дружини, Роберт Хадсон Теннегілл, заповідав музею першокласні збори мистецтва новітнього часу. 1932 року Форд замовив Рівері прикрасити будівлю музею п'ятьма великоформатними фресками на тему «Людина і машина».

Шедеври колекції
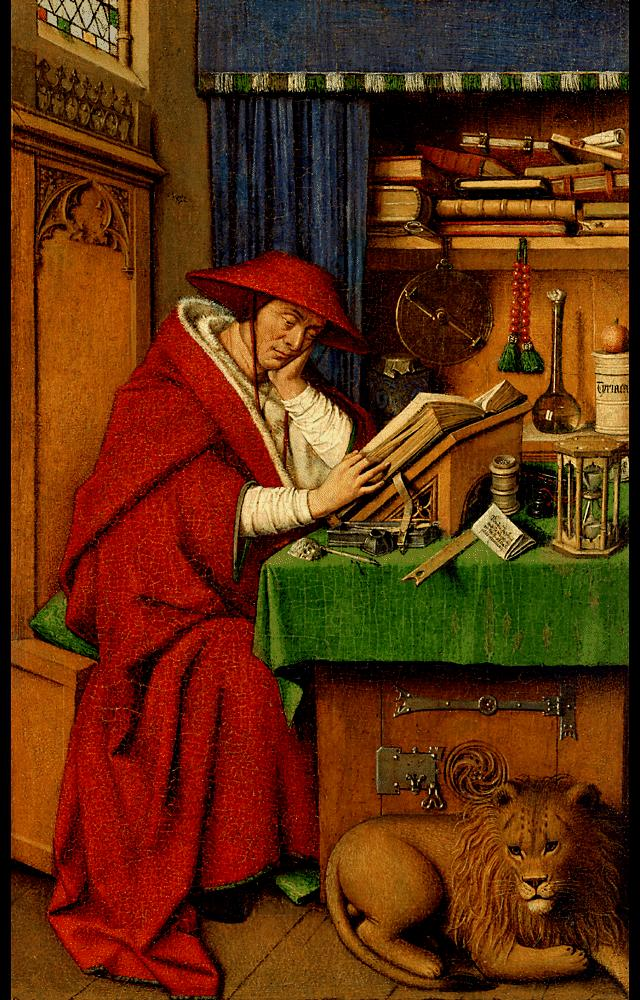
"Св. Ієронім" ван Ейка
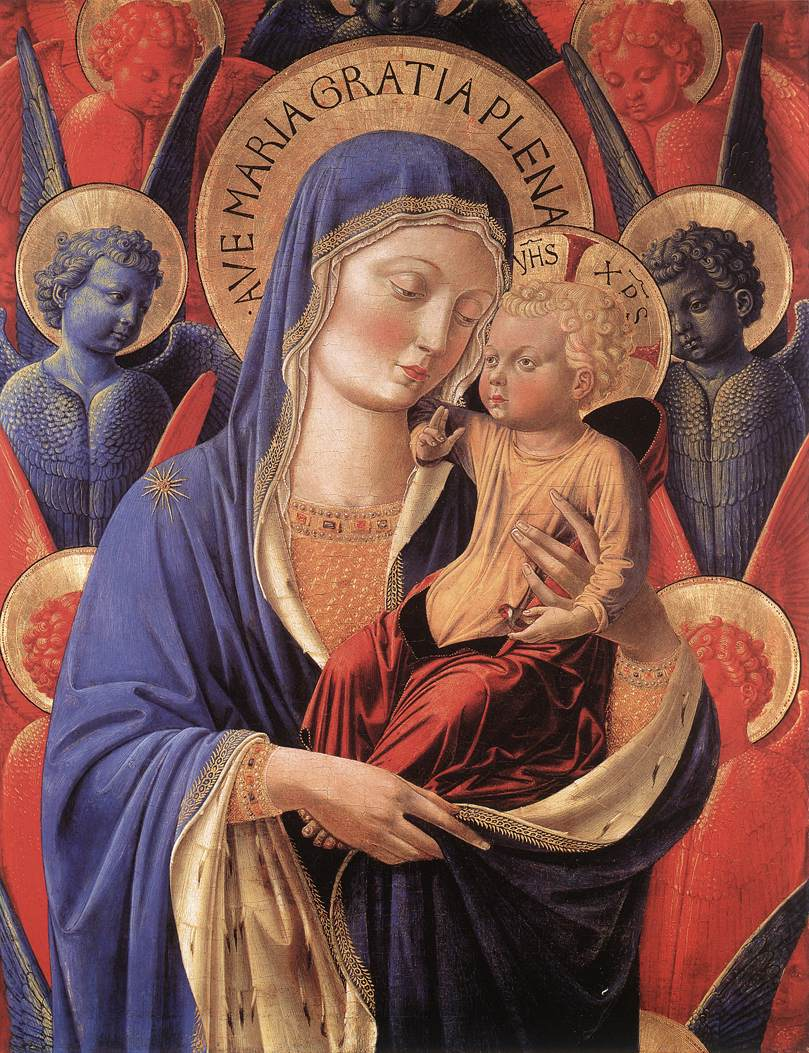
Мадонна Гоццолі
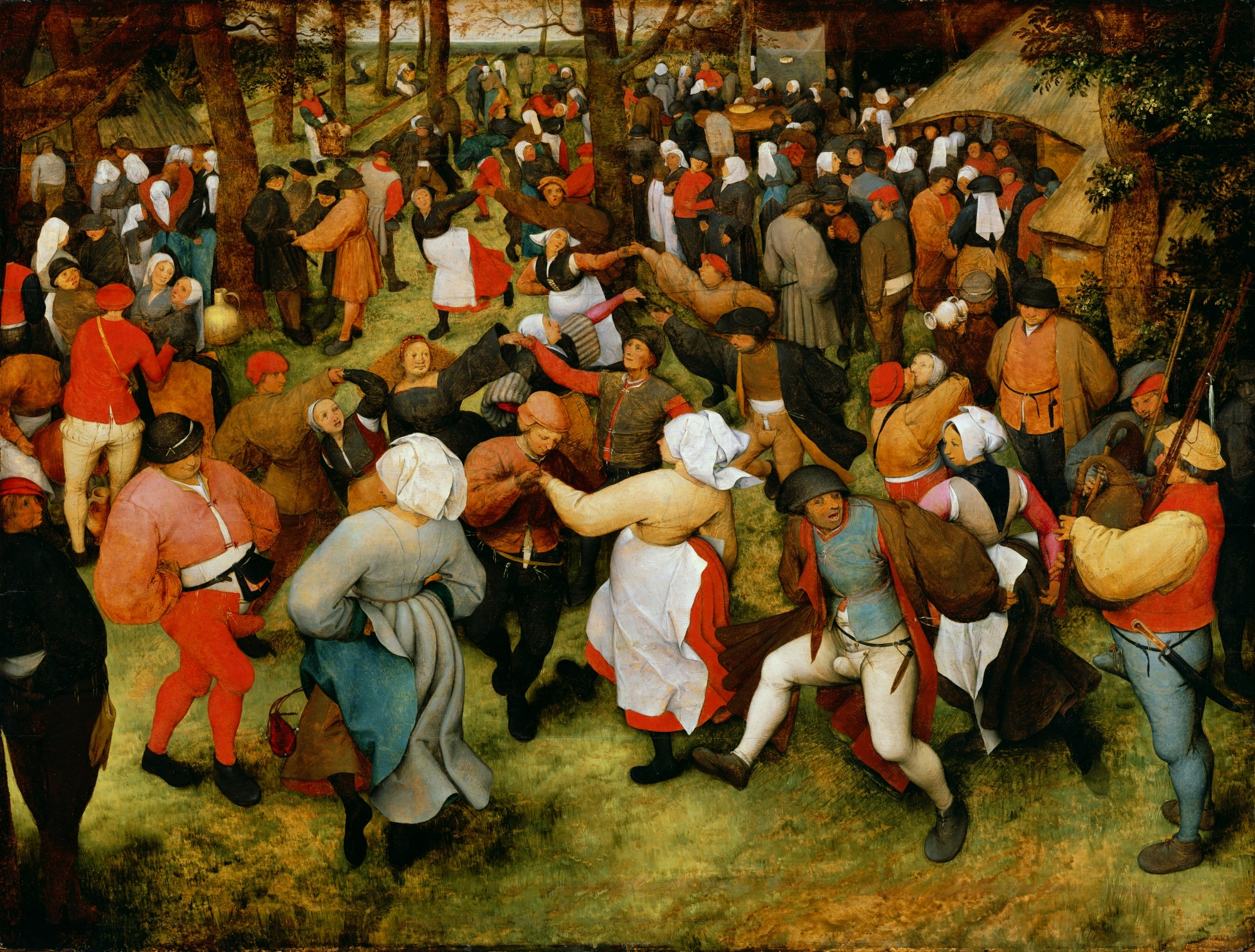
Весільний танок (картина Брейгеля)
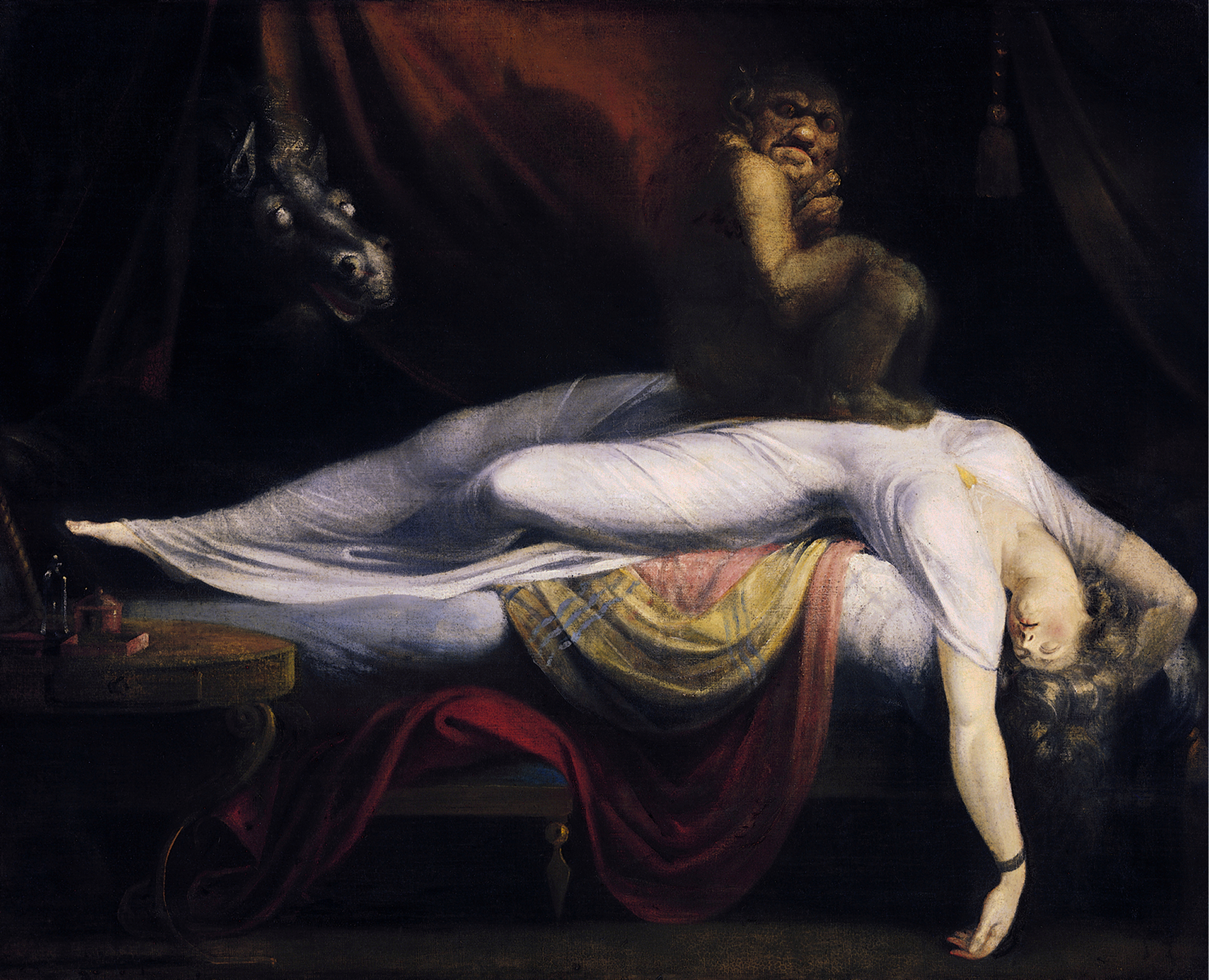
Нічний кошмар (Фюсслі)
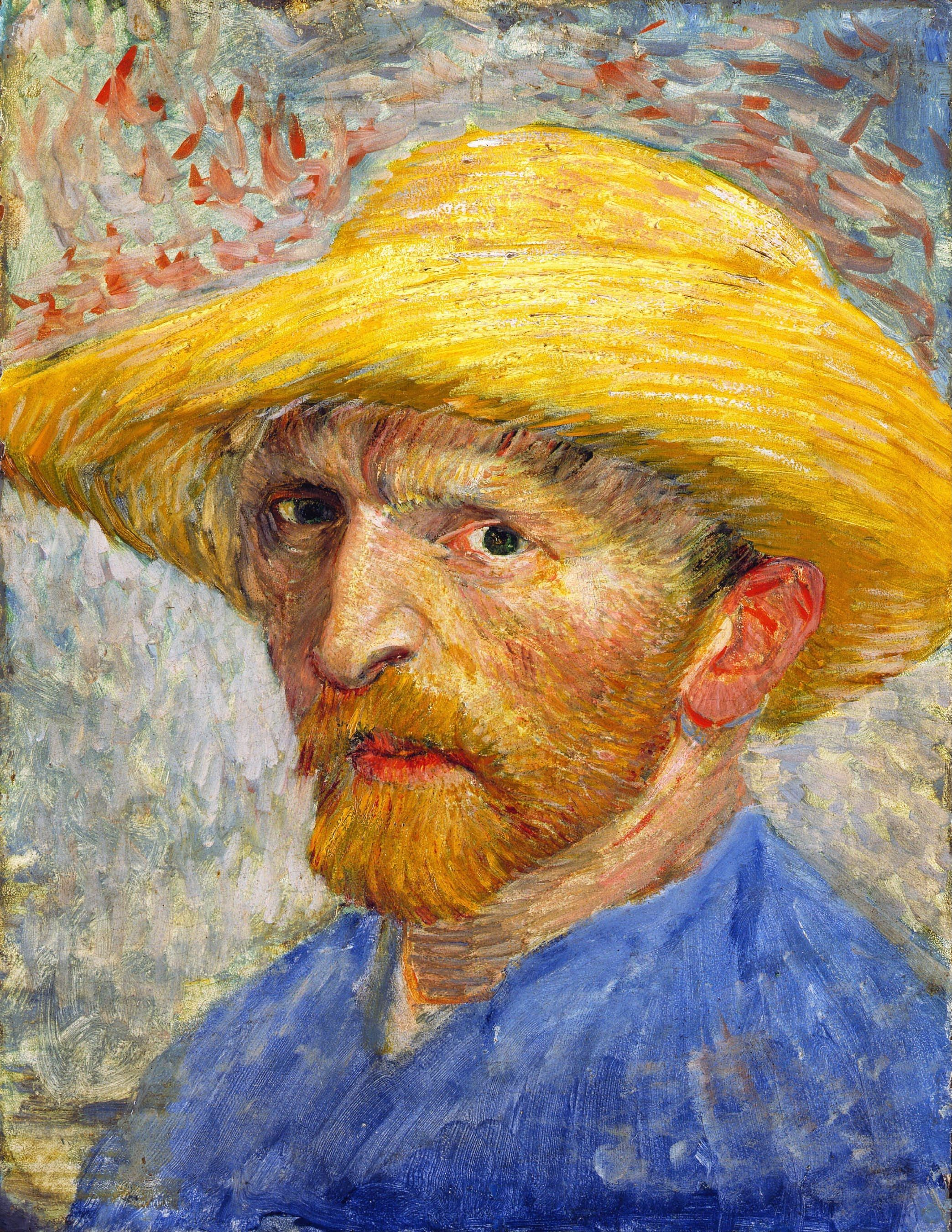
Автопортрет Ван Гога

Коли Детройт був оголошений банкрутом у 2013 році, багато кредиторів вимагали розпродажу музейних скарбів як найбільш ліквідних цінностей депресивного міста. Аукціонний будинок «Крістіс» у грудні 2013 року підготував звіт, в якому вартість 2 500 найцінніших експонатів музею було оцінено в проміжку від $ 454 млн до 867 млн. Лише «Автопортрет у солом'яному капелюсі» Ван Гога був оцінений у 150 млн доларів.
Детройтці розробили план порятунку музею від ліквідації, що вимагав фінансових вливань у сотні мільйонів доларів. Зокрема, кризовий сіті-менеджер запропонував автогігантам Мічигану внести свій внесок в порятунок гордості Детройта. У результаті був прийнятий план задоволення вимог кредиторів, що не передбачає накладення стягнення на музейні зібрання.

## Головна споруда

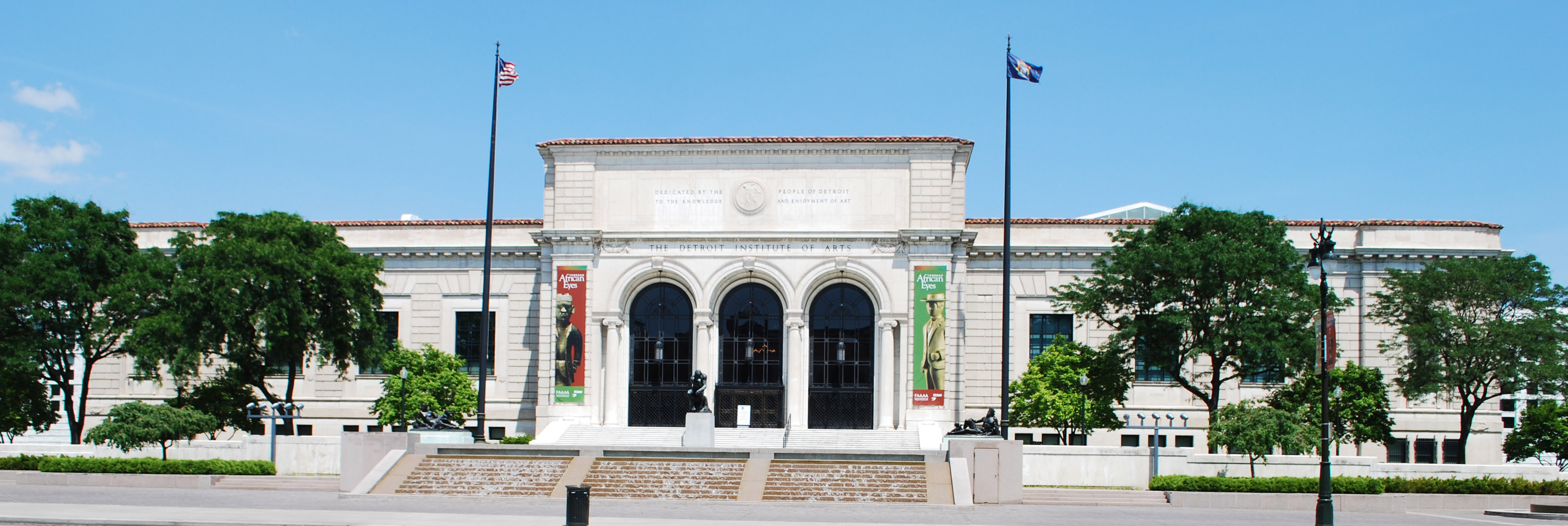
Головна будівля музею

У міру зростання числа експонатів виникла необхідність у будівництві нового будинку, і в 1920 році Детройт оголосив архітектурний конкурс. Комісія, до якої входили Едсель Форд і архітектор Альберт Кан, визнала переможцями філадельфійського архітектора Пола Крета (англ. Paul Philippe Cret) і компанію Zantzinger, Borie and Medary.
Будівля у стилі бозар (з переважанням рис неоренесансу), закладена 26 червня 1923 року, розкрила свої двері для відвідувачів 7 жовтня 1927 року. Фасад виконаний з білого мармуру. 
У 1966 і 1971 роках до історичної будівлі прибудовані південне і північне крила, відповідно. Навпроти музею знаходиться біломармуровий будинок Детройтської публічної бібліотеки, виконаний у тому ж стилі, що і музей.

Вибране із тимчасових виставок
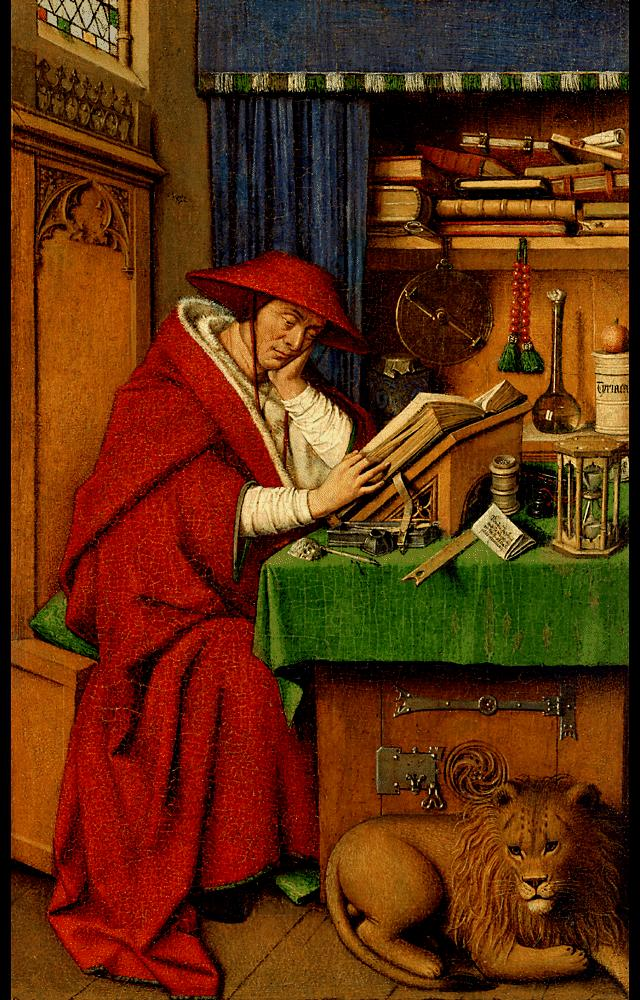
Ян ван Ейк, Saint Jerome in His Study[en], 1442
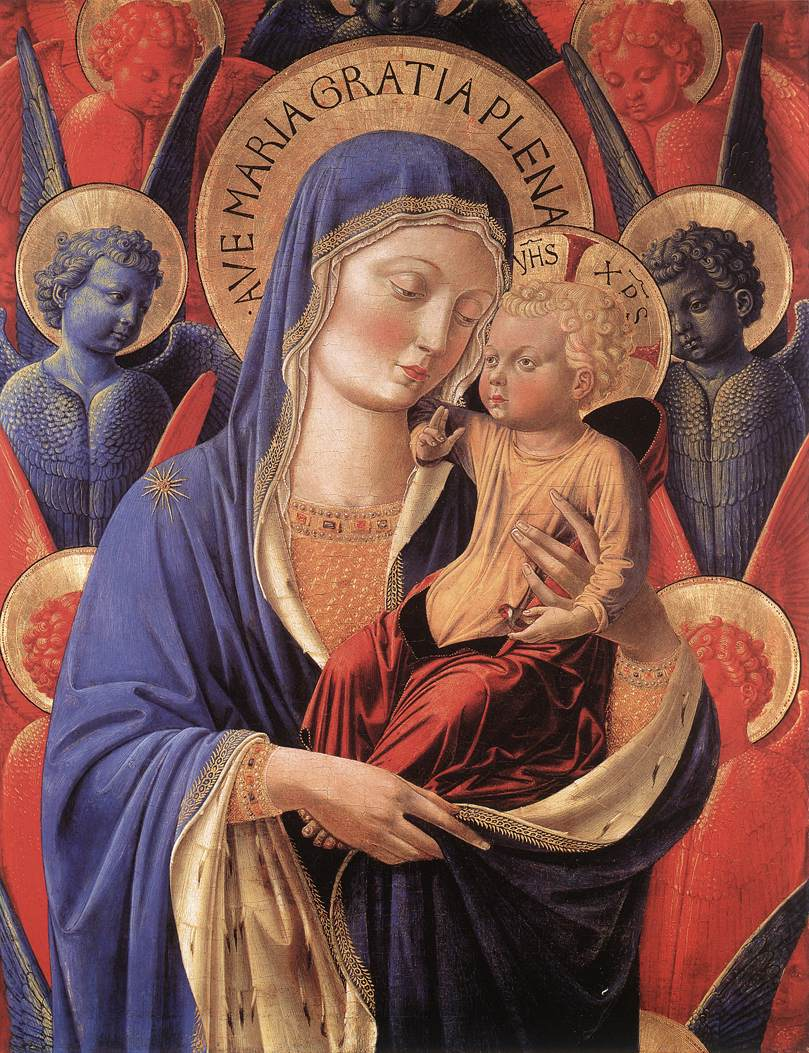
Беноццо Ґоццолі, Мадонна з дитиною, c. 1460
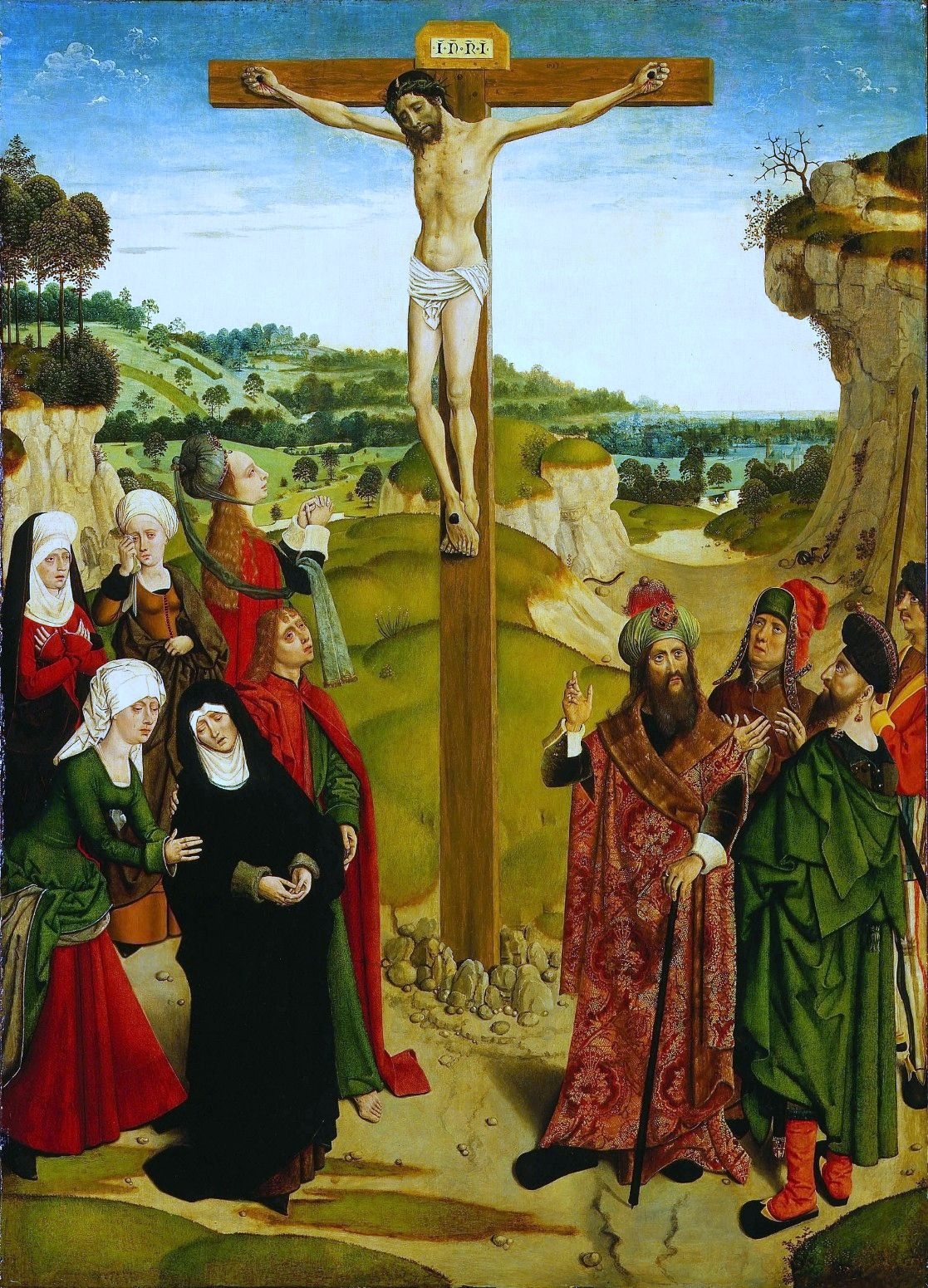
Master of the Tiburtine Sibyl[en], Crucifixion, 1485
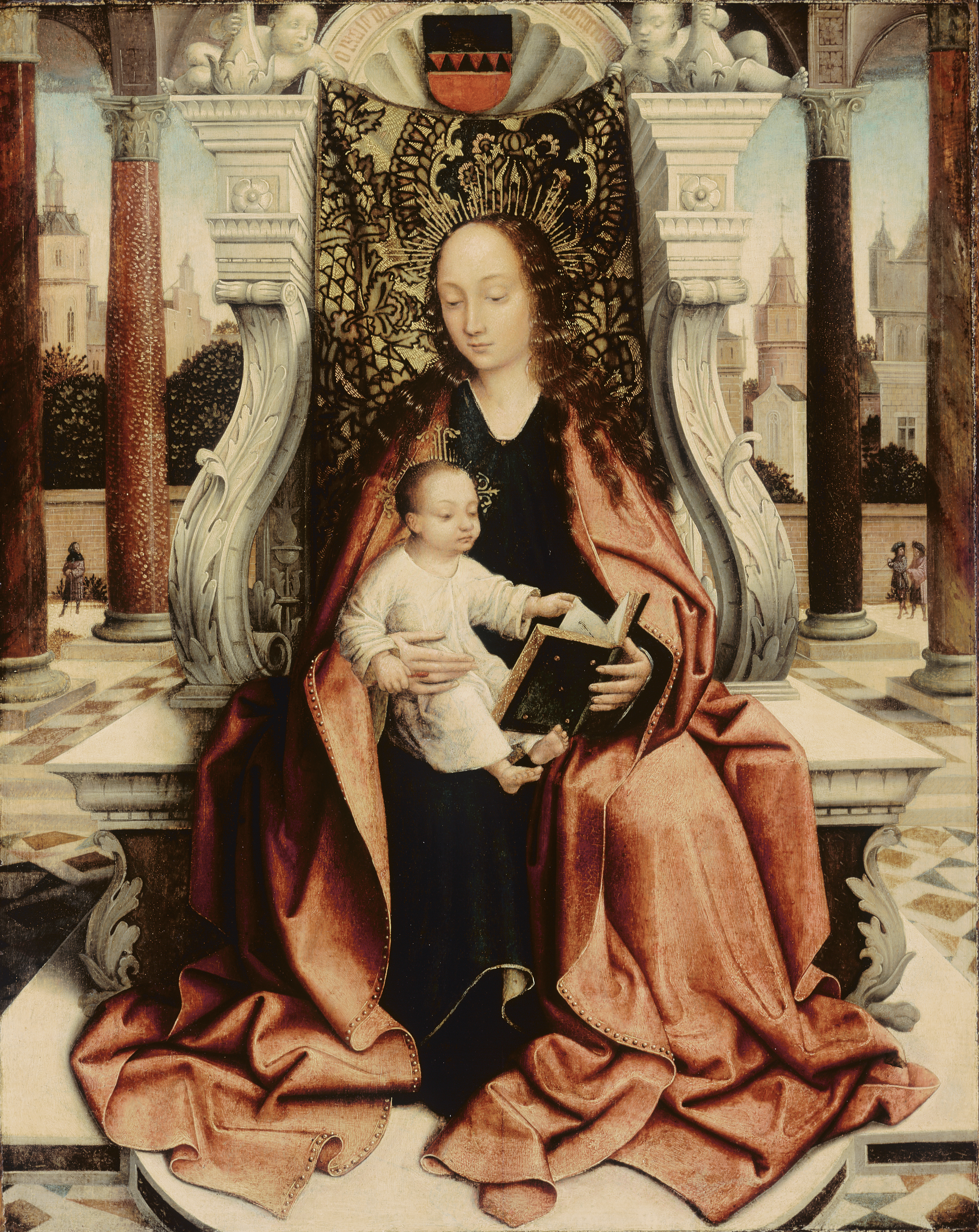
Master of Frankfurt[en], The Virgin Enthroned, 15th Century
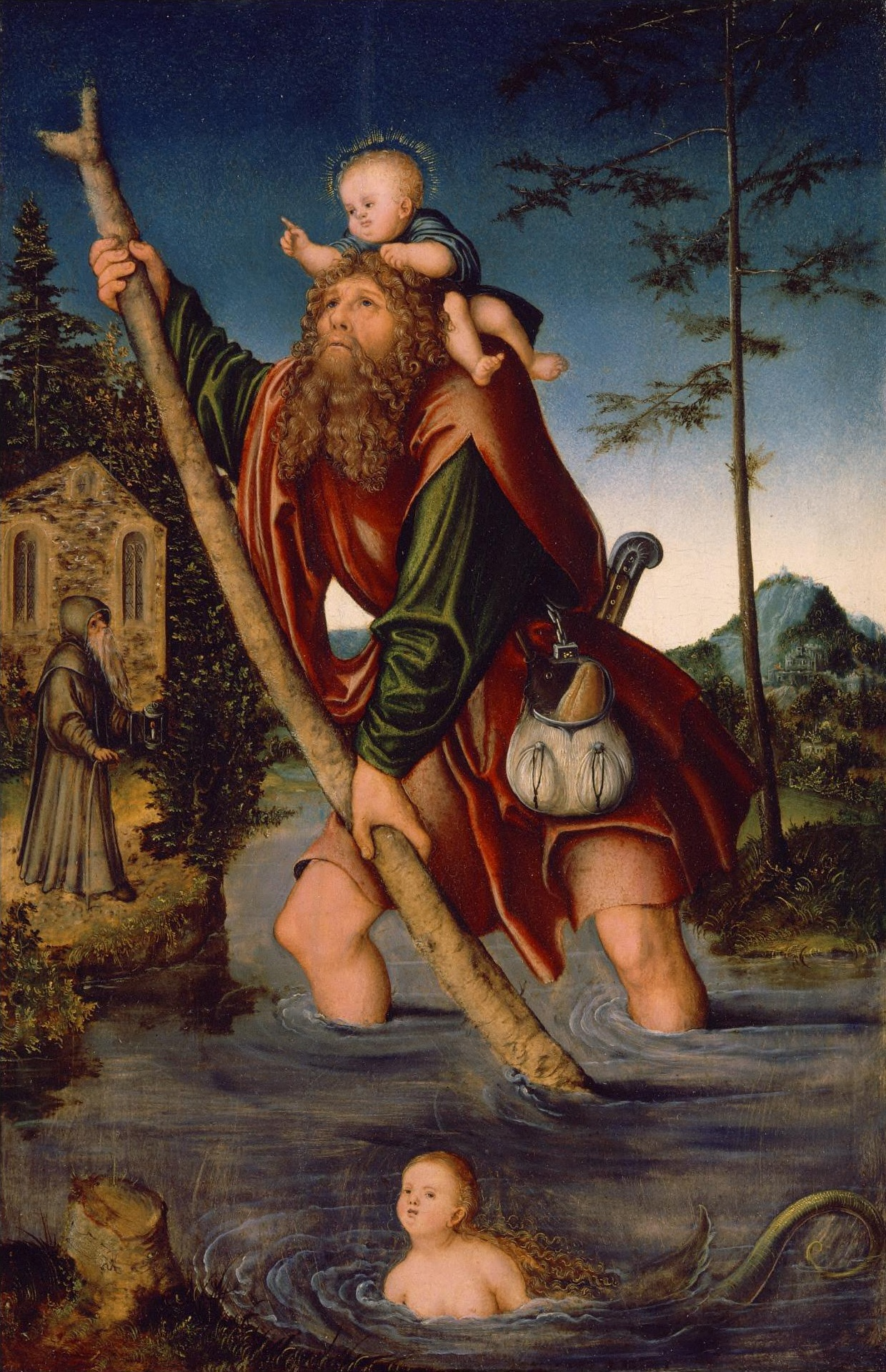
Лукас Кранах Старший, Saint Christopher, 1518–20
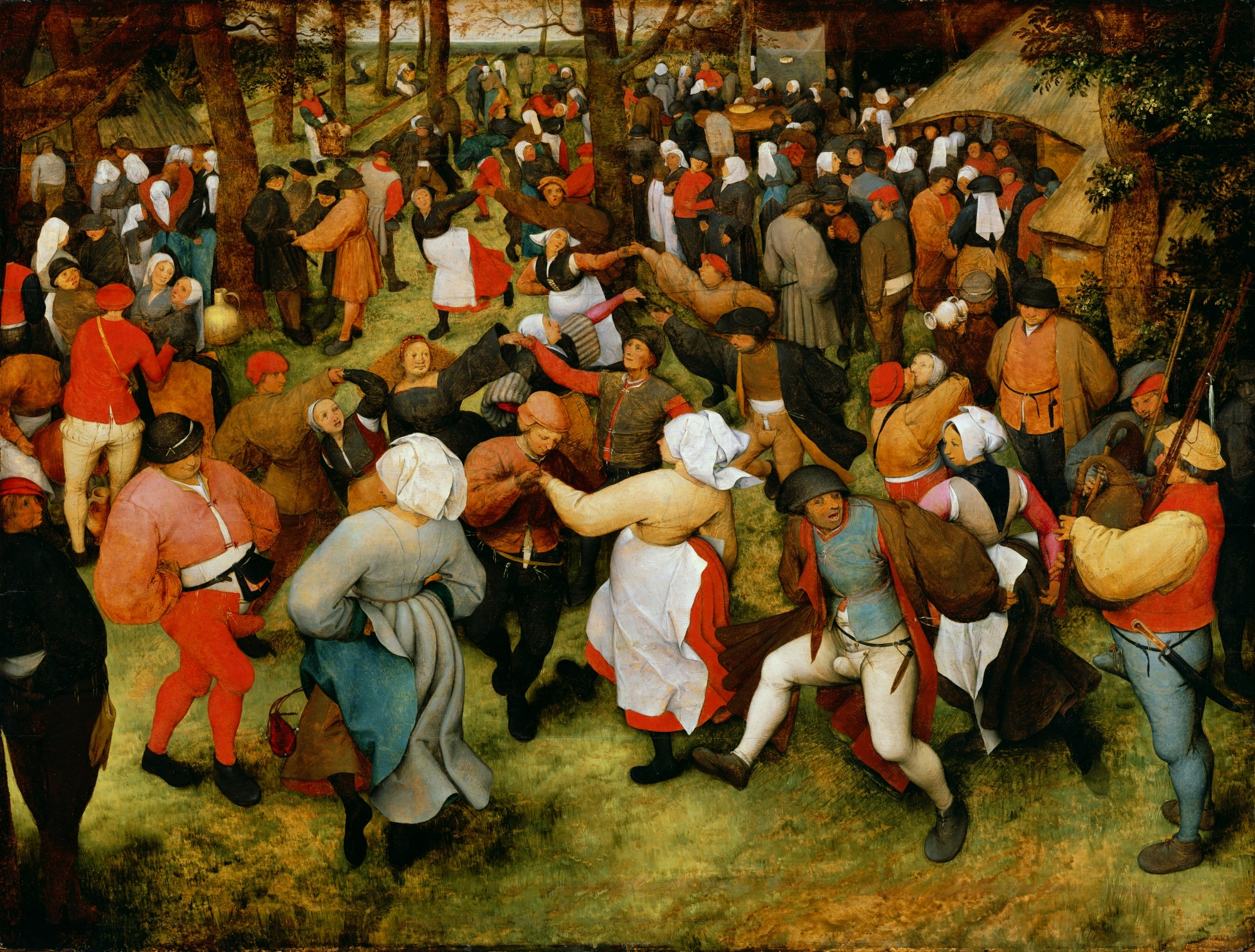
Пітер Брейгель Старший, Весільний танок, 1566
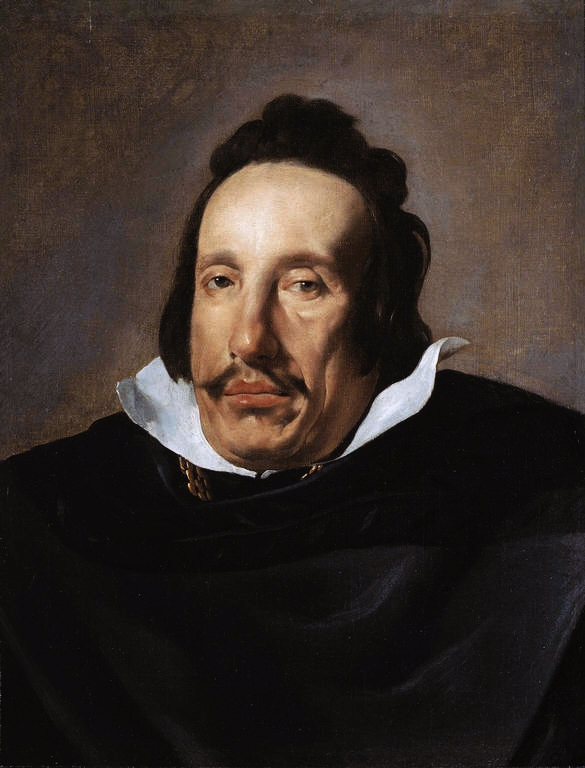
Дієго Веласкес, Портрет дворянина, 1623
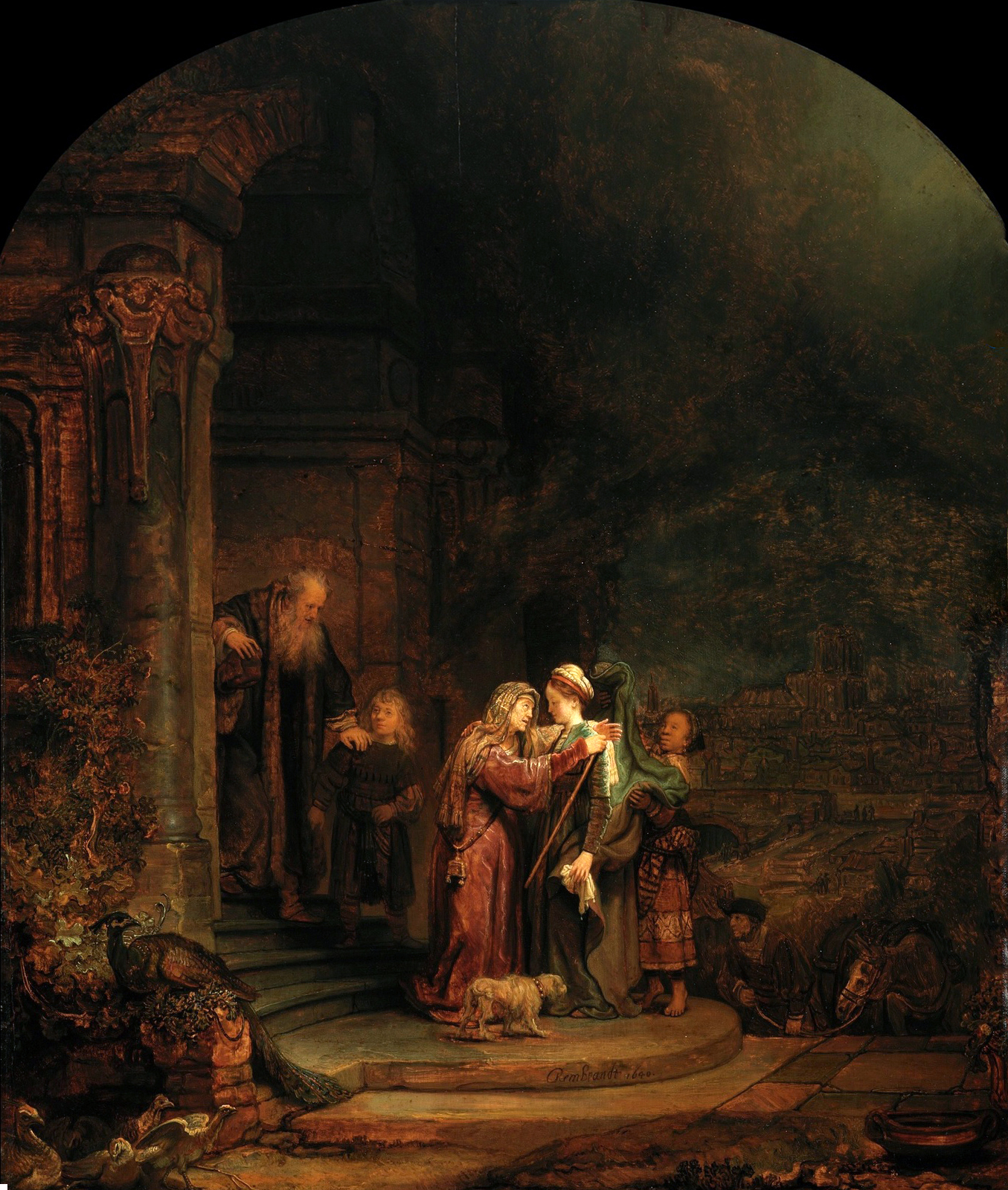
Рембрандт ван Рейн, The Visitation, 1640
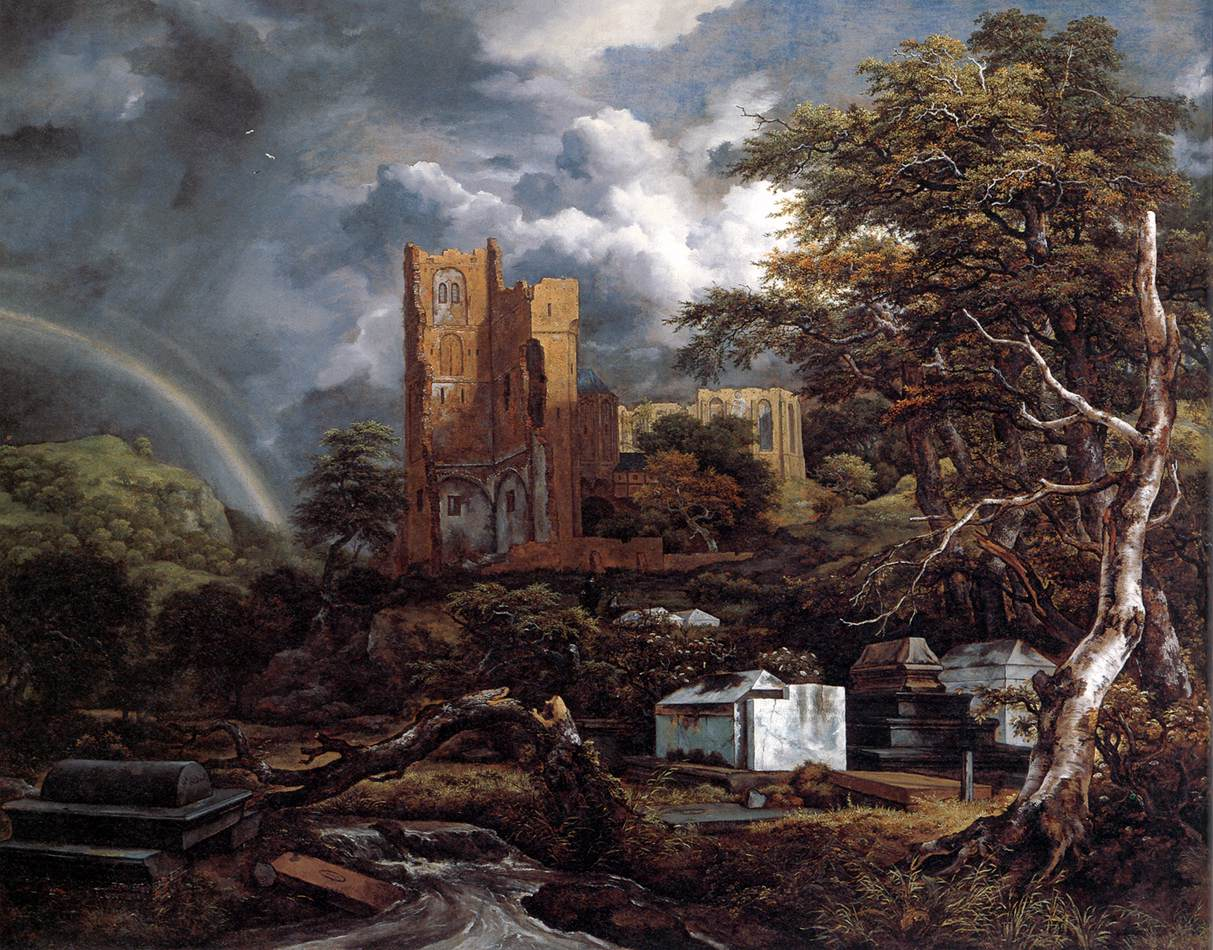
Якоб ван Рейсдал, The Jewish Cemetery, 1657
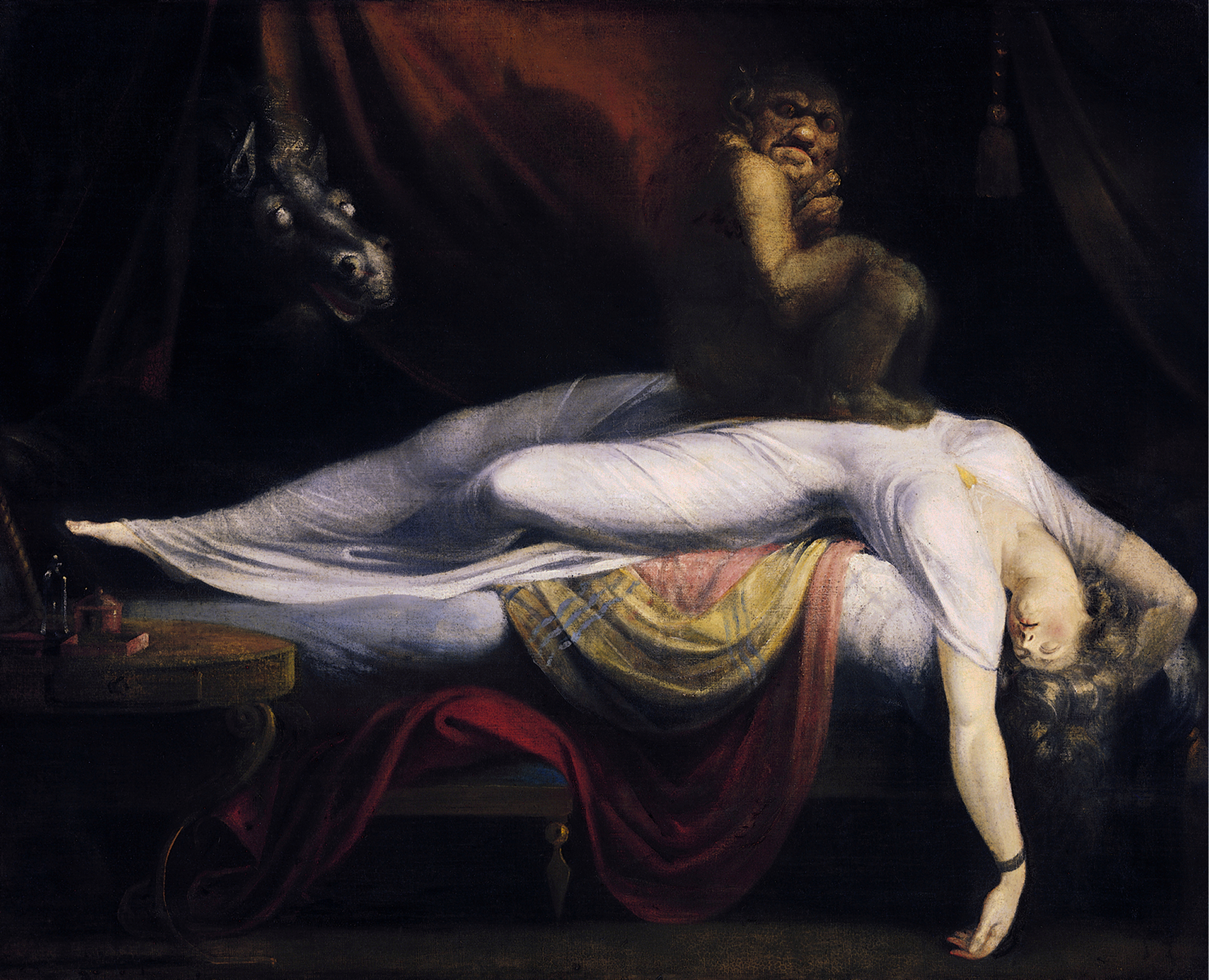
Генрі Фюзелі, Нічний кошмар, 1781
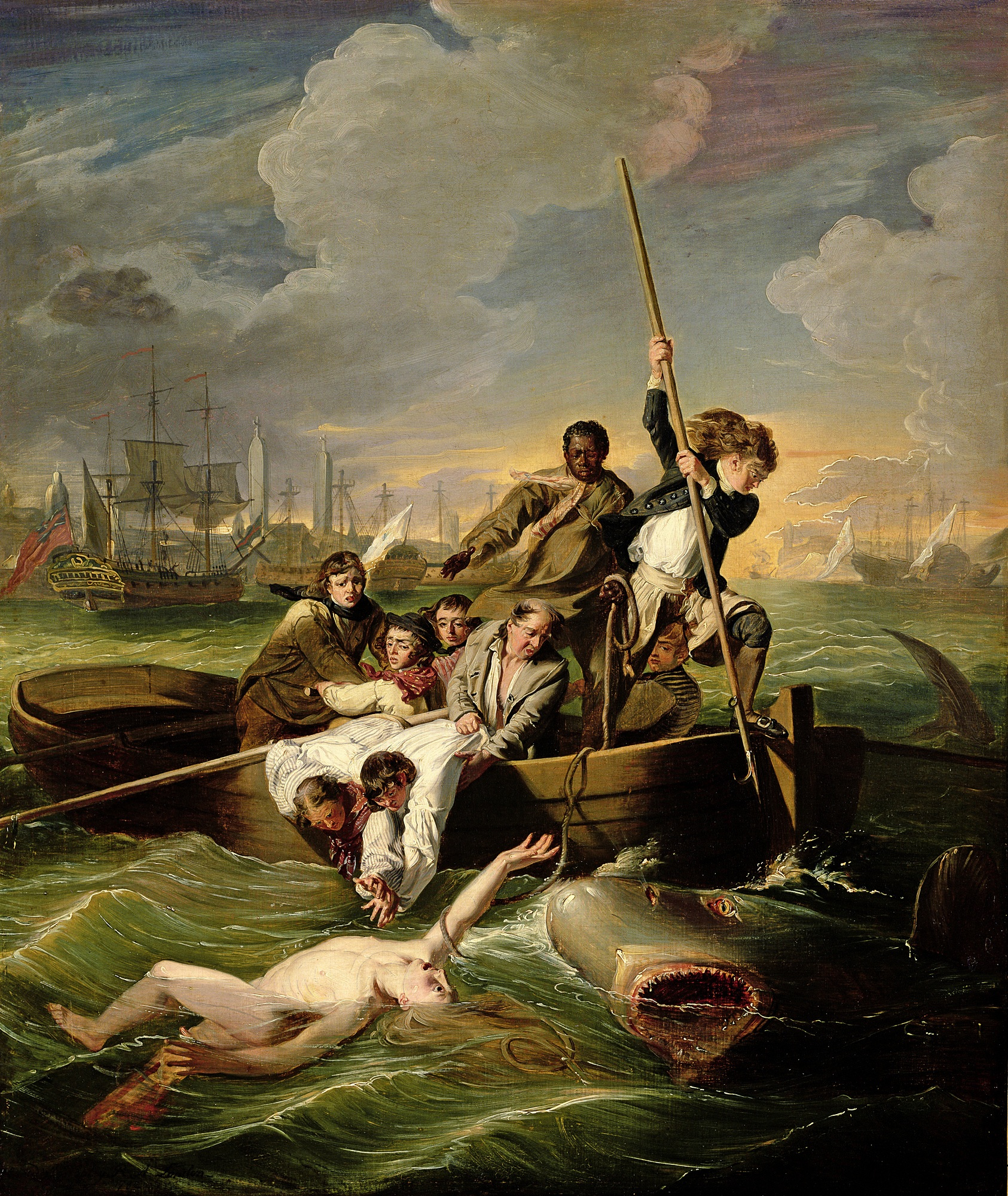
Джон Сінглтон Коплі, Вотсон і акула, 1782
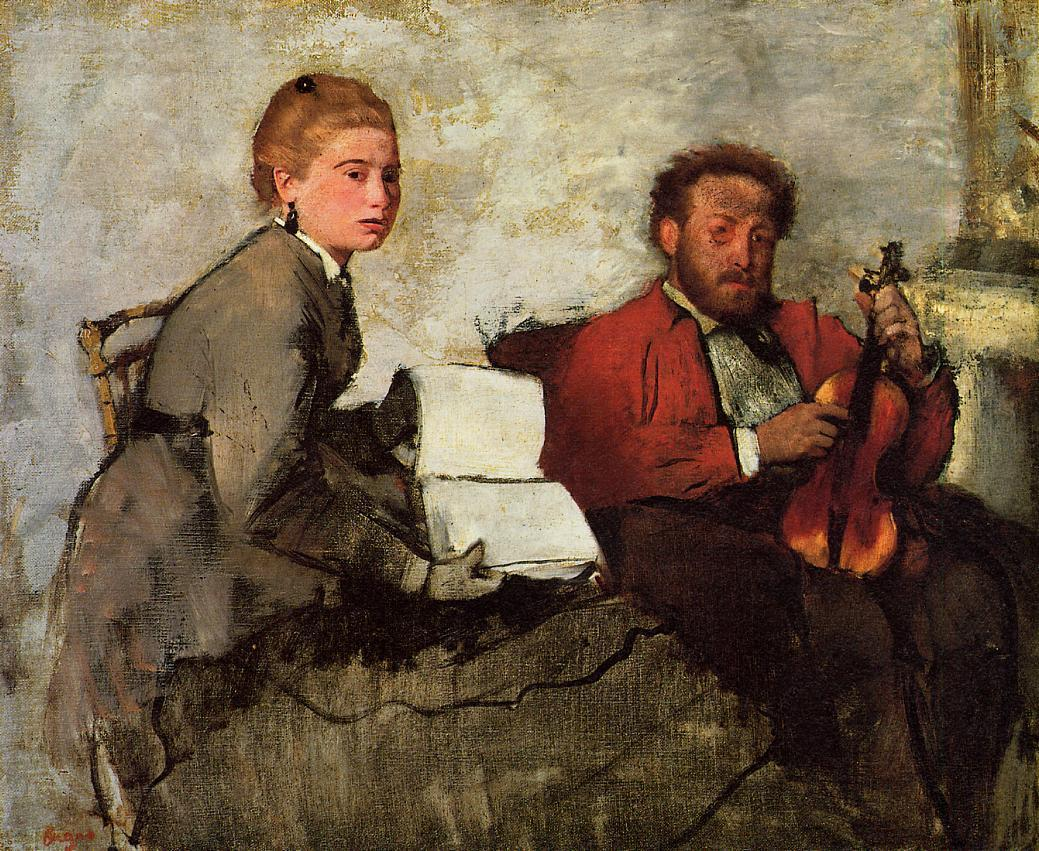
Едґар Деґа, Violinist and Young Woman, 1870–72
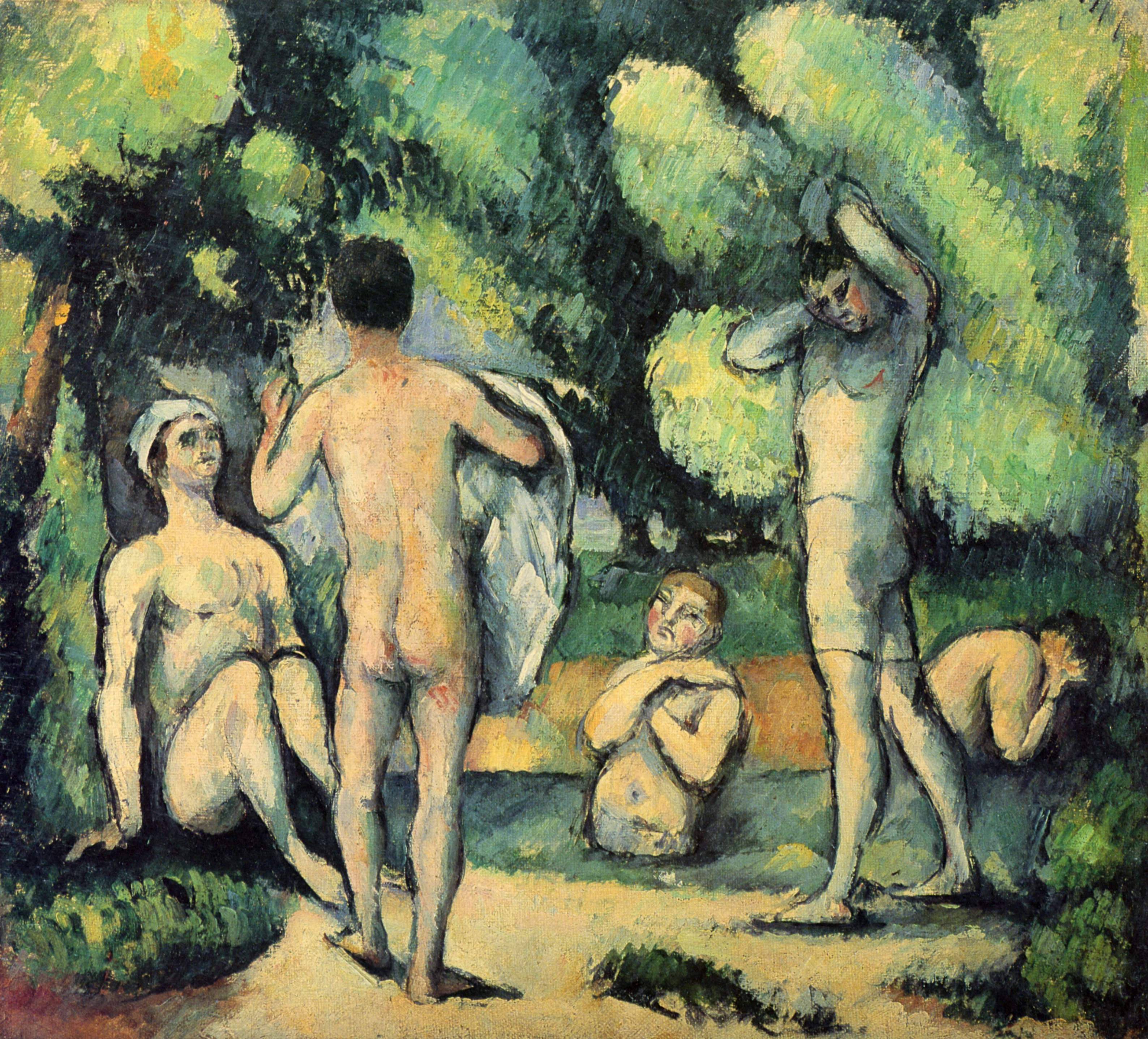
Поль Сезанн, Bathers, 1879
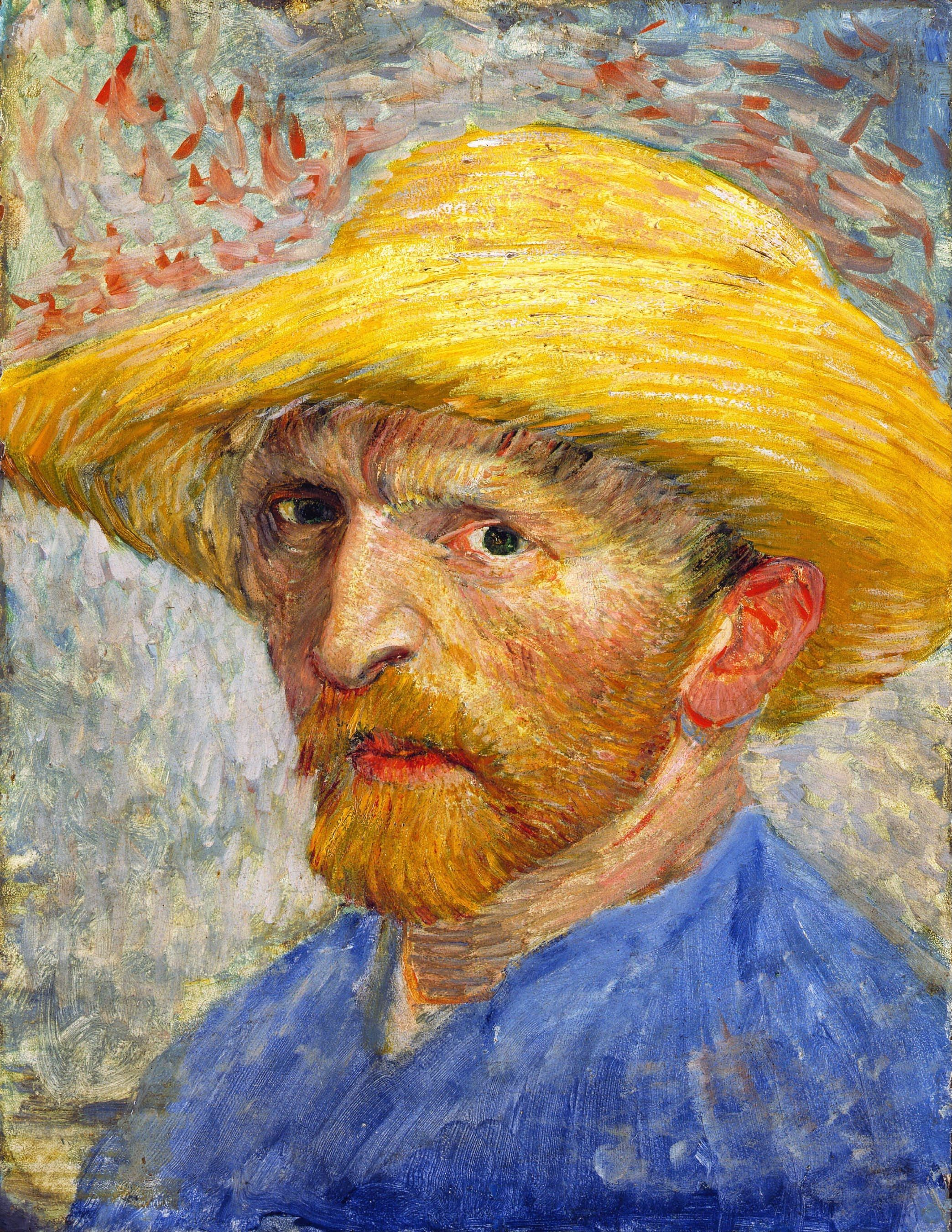
Вінсент ван Гог, Self-Portrait with Straw Hat[en], 1887
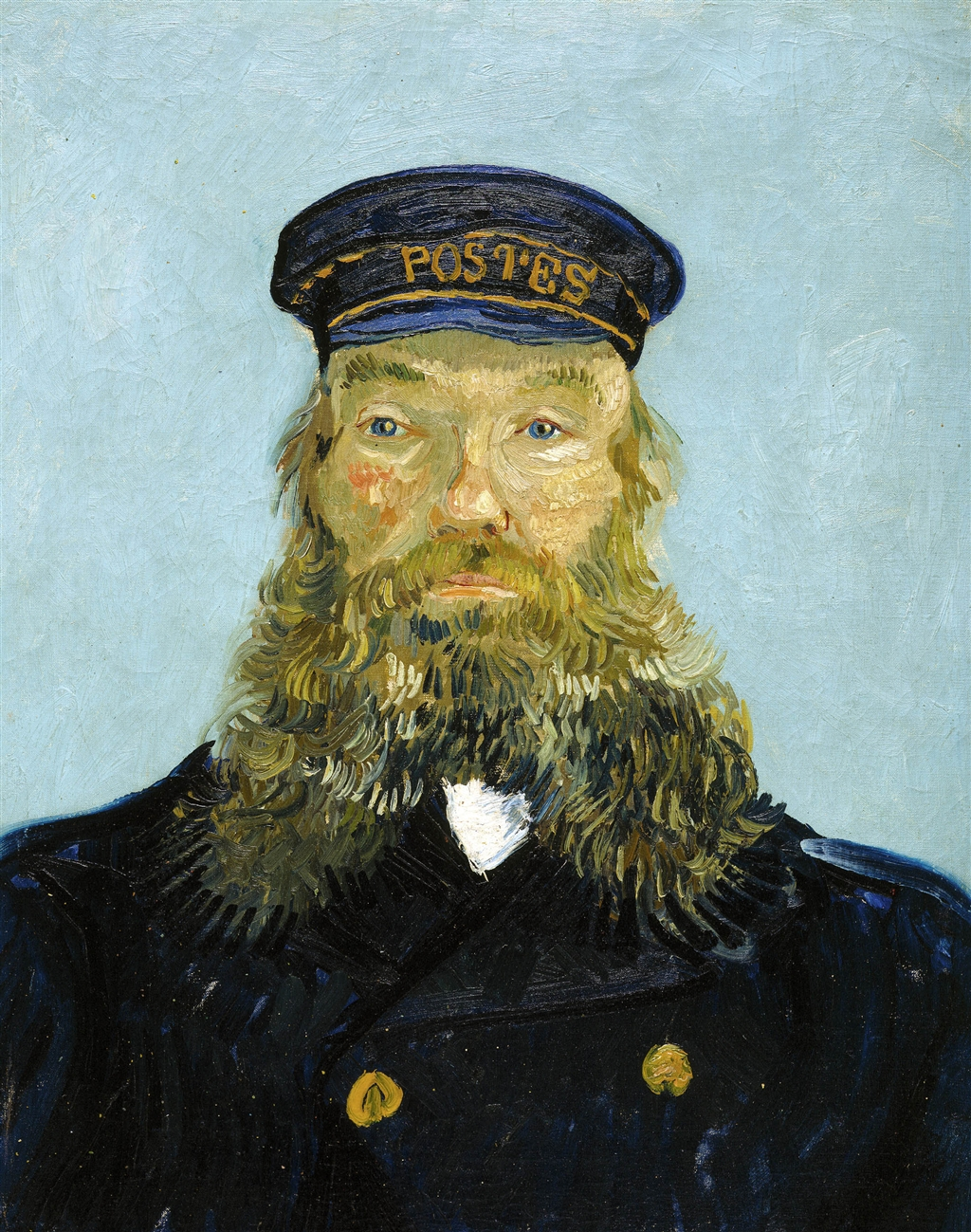
Вінсент ван Гог, Portrait of the Postman Joseph Roulin[en], 1888
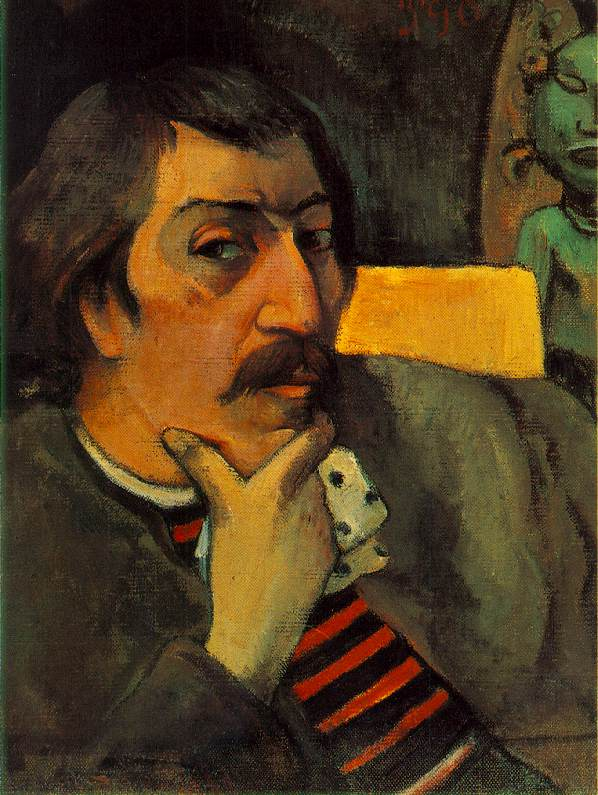
Поль Гоген, Portrait of the Artist with the Idol, 1893
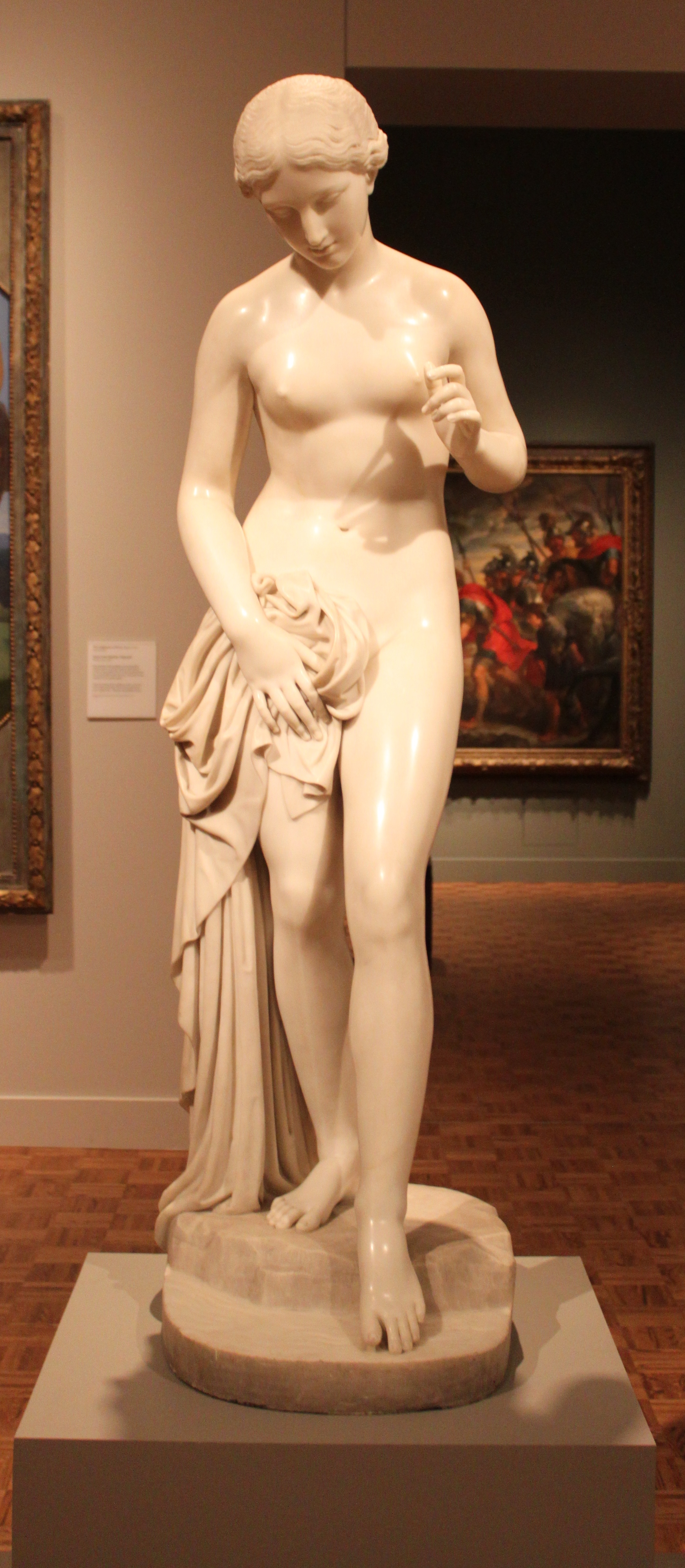
Richard James Wyatt[en], Girl Bathing, marble, 1830–35
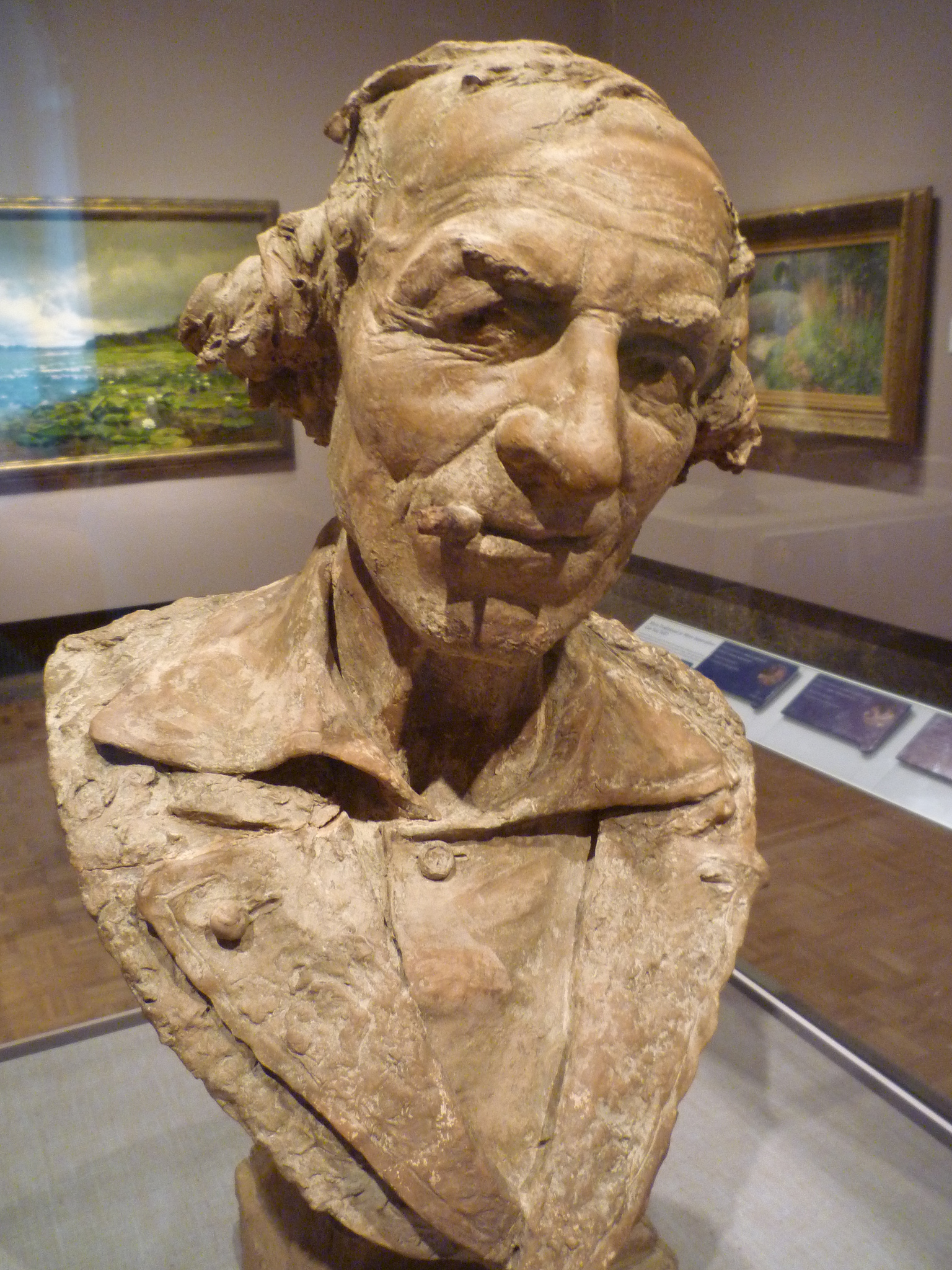
Жан-Батист Карпо, The Smoker, 1863

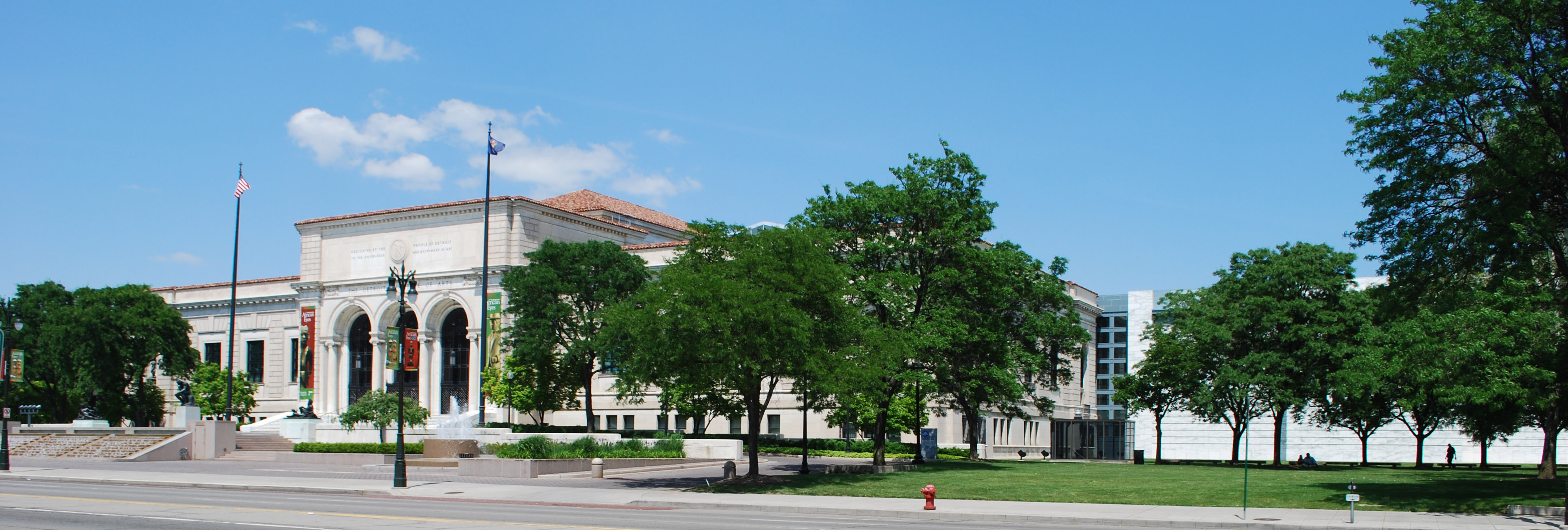
Детройтський інститут мистецтв

## Ресурси Інтернету
- Офіційний сайт [Архівовано 13 серпня 2012 у Wayback Machine.] (англ.)
- Вікісховище має мультимедійні дані за темою: Детройтський інститут мистецтв